# Charlotte Vandermeersch
Charlotte Vandermeersch (Oudenaarde, 11 novembre 1983) è un'attrice, sceneggiatrice e regista belga.

## Carriera
Charlotte Vandermeersch si è laureata presso l'Herman Teirlinck Institute di Anversa nel 2005 con un master in arte drammatica.
Nel 2010 ha ottenuto due ruoli principali, nella serie televisiva  Dag en Nacht e nel film Turquaze. Nel 2012 ha interpretato il ruolo principale nella serie televisiva Deadline 14/10 e nel sequel,  Deadline 25/5 del 2014. Nel 2016 ha avuto un ruolo da protagonista in Belgica.

## Filmografia

### Attrice (parziale)
- Dagen zonder lief, regia di Felix Van Groeningen (2007)
- Loft, regia di Erik Van Looy (2008)
- De helaasheid der dingen, regia di Felix Van Groeningen (2009)
- The Premier - Rapimento e ricatto (The Premier), regia di Erik Van Looy (2016)
- Adorazione (Adoration), regia di Fabrice Du Welz (2019)

### Sceneggiatrice
- Alabama Monroe - Una storia d'amore (The Broken Circle Breakdown), regia di Felix Van Groeningen (2012)
- Le otto montagne, regia di Felix Van Groeningen e Charlotte Vandermeersch (2022)

### Regista
- Le otto montagne (2022) – co-diretto insieme a Felix Van Groeningen

## Riconoscimenti
- David di Donatello
  - 2023 - Miglior film per Le otto montagne
  - 2023 - Candidatura al miglior regista per Le otto montagne
  - 2023 - Miglior sceneggiatura adattata per Le otto montagne
  - 2023 - Candidatura al David Giovani per Le otto montagne